# Rgošte
Rgošte (cyr. Ргоште) – wieś w Serbii, w okręgu zajeczarskim, w gminie Knjaževac. W 2011 roku liczyła 266 mieszkańców.